# Font del Ferro (Cervera)
La Font del Ferro és una obra de Cervera (Segarra) protegida com a Bé Cultural d'Interès Local.

## Descripció
Font, l'entrada de la qual està excavada en un marge, formant una obertura d'arc escarser amb pedres col·locades a cantell. L'interior de la font forma una volta excavada a la cinglera. És un espai d'un gran atractiu natural i paisatgístic per la seva conservació.